# José López Sallaberry
José López Sallaberry (Madrid 16 december 1858 - Madrid 22 juni 1927) is een Spaans architect en urbanist. Zijn ontwerpen worden gecategoriseerd binnen het neoplateresco. Hij bemachtigde de titel van architect in 1881 aan de Hogere Technische School voor Architectuur van Madrid (ETSAM).
Gedurende zijn carrière was hij verantwoordelijk voor meerdere gebouwen in Madrid. Onder zijn bekendste werken zijn het Edificio ABC Serrano, Teatro El Dorado, Teatro Fontalba, Casino de Madrid en de Banco Hispano Americano. Hij ging in 1904 als academicus aan de slag bij het Real Academia de Bellas Artes de San Fernando-intituut.
Sinds 1905 overzag hij samen met Francisco Andrés Octavio het initiële ontwerp voor de Gran Vía. Dit project hield hem bezig tot aan zijn dood in 1927.

## Galerij

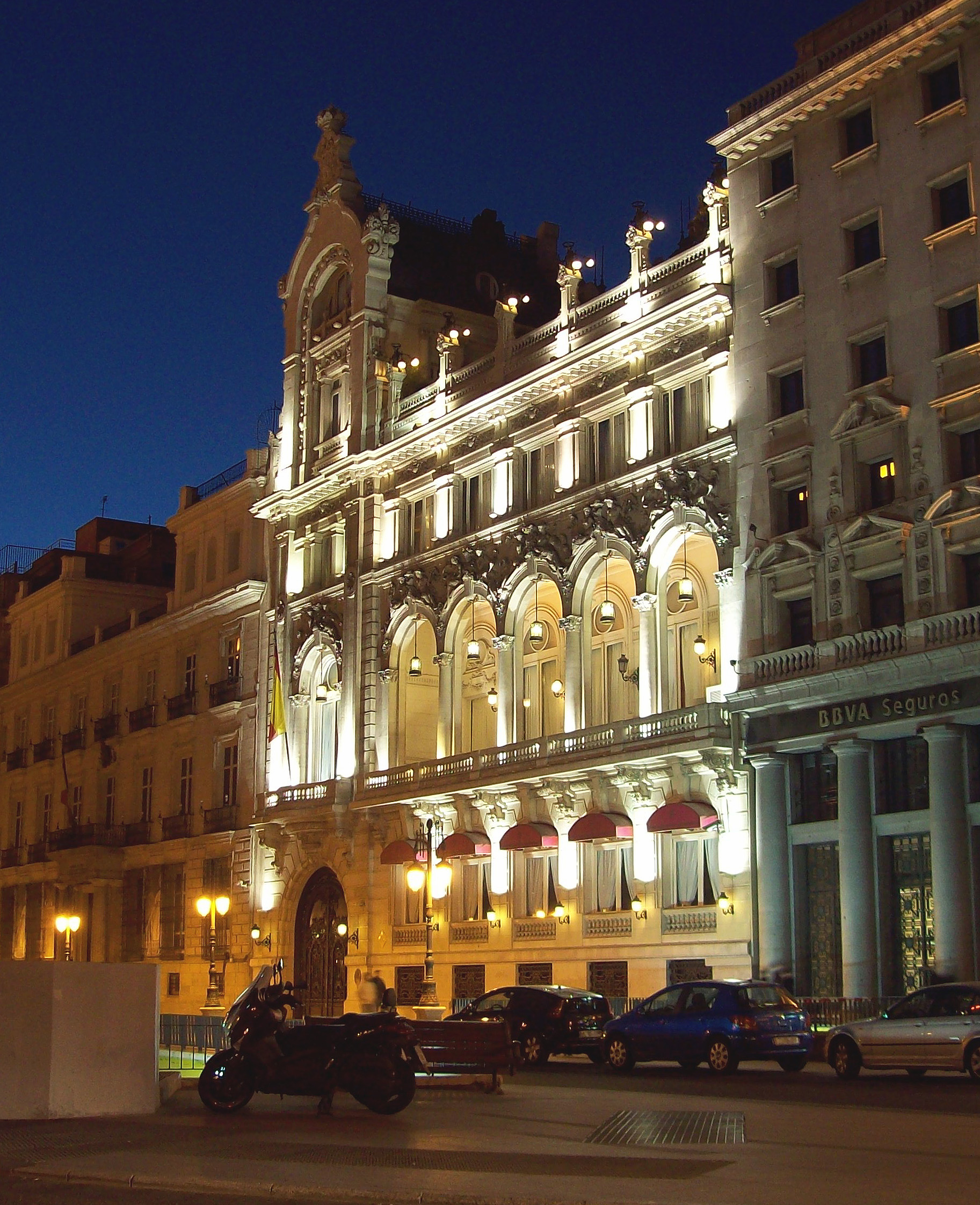
Casino de Madrid in Madrid
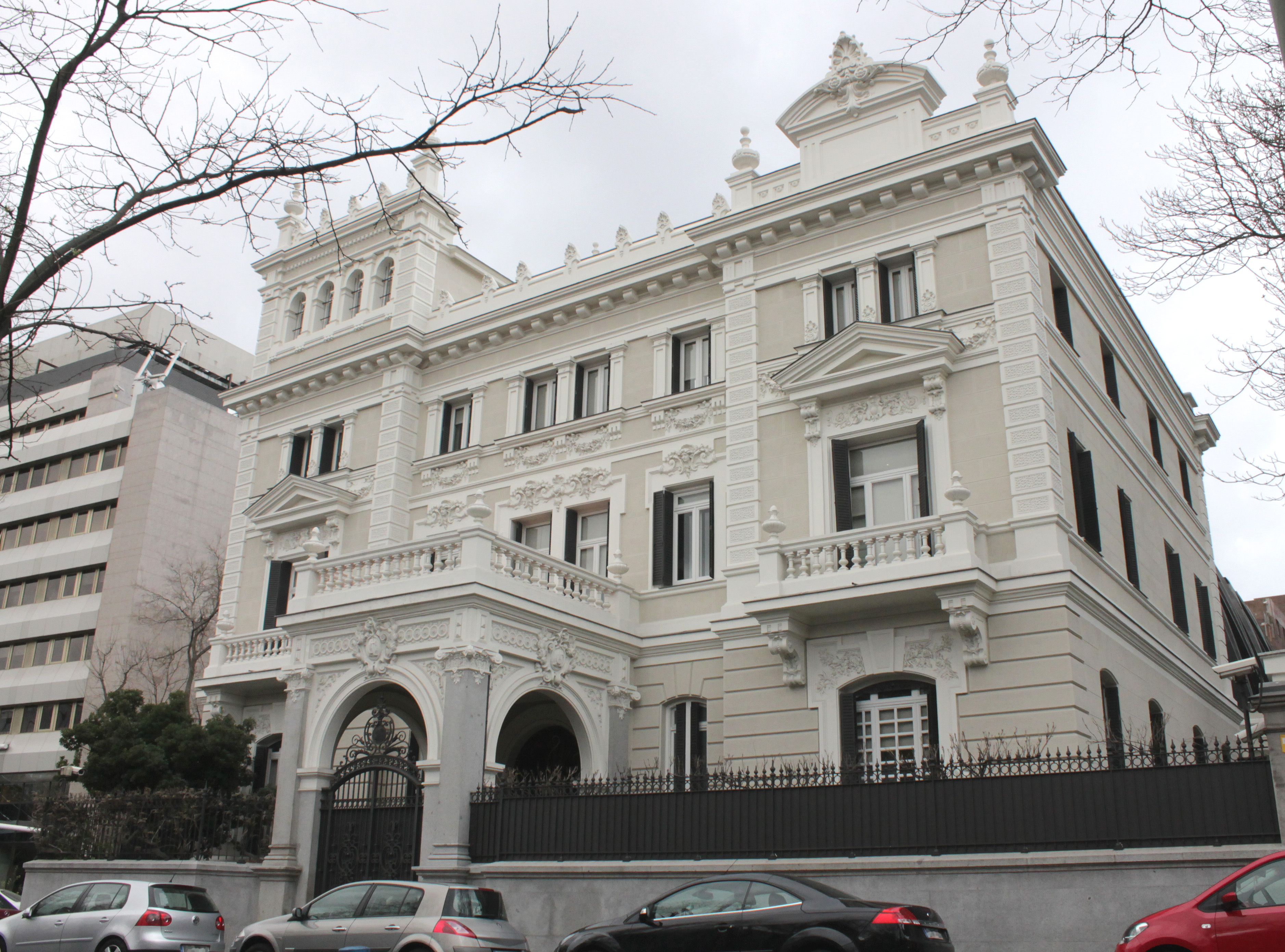
Palacete de Eduardo Adcoch in Madrid
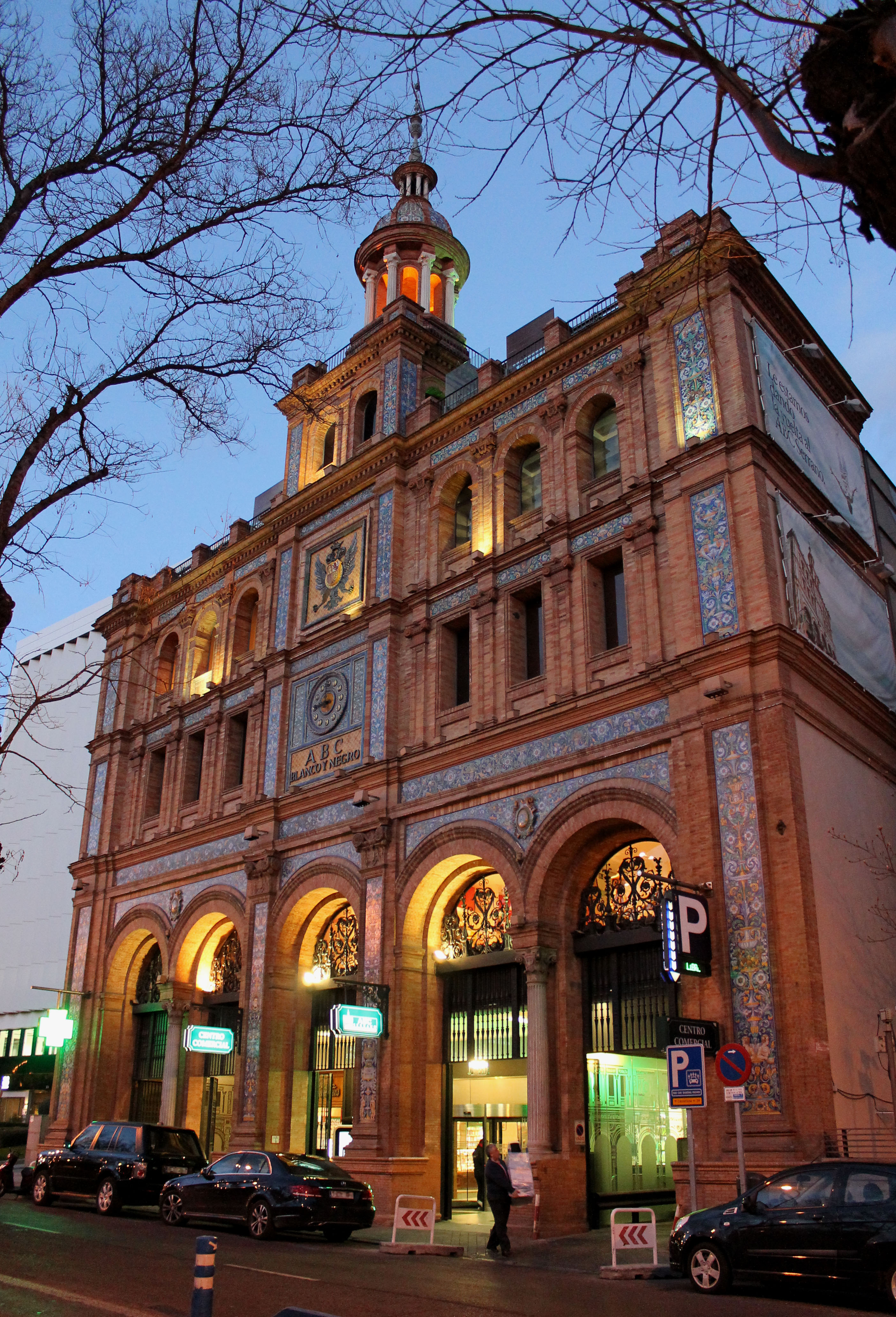
Edificio ABC Serrano in Madrid
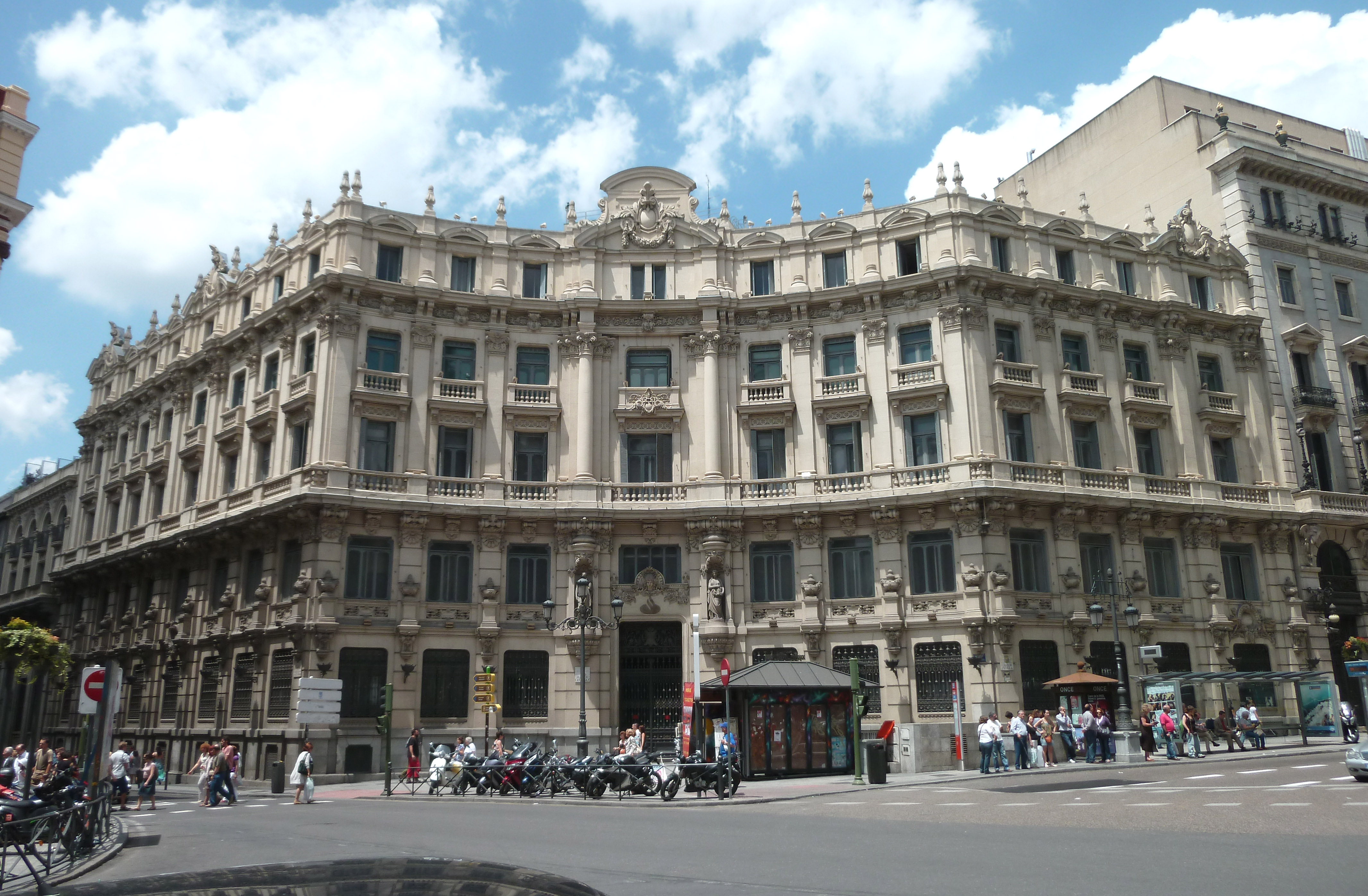
Banco Hispano Americano in Madrid

- Biblioteca Nacional de España: XX1347154
- Gemeinsame Normdatei: 1056687940
- Library of Congress Control Number: no2011169103
- Union List of Artist Names: 500004677
- Virtual International Authority File: 268034962
- WorldCat: E39PBJtcJ66gGp7r6T4GYc7T73